# しょで!しょで!だんしんぐっ!/たっとぅーん♪たいむ
「しょで!しょで!だんしんぐっ!/たっとぅーん♪たいむ」は、工藤真由とNoriaのスプリット・シングルであり、工藤の4枚目、及びNoriaの2枚目のシングルである。2008年7月25日にavex entertainmentから発売された。

## 概要
テレビアニメ『うちの3姉妹』の主題歌を収録したスプリット・シングル。オープニングテーマは工藤真由が、エンディングテーマはNoriaがそれぞれ歌唱を担当している。Noriaは2曲とも作詞を担当した。工藤にとっては「プリキュア5、フル・スロットル GO GO!」以来5か月半ぶりのシングルで、プリキュアシリーズ以外とは初のタイアップとなる。Noriaにとっては「LOVE②くらっち」以来1年9か月ぶりのシングルであり、個人名義として初のアニメタイアップ曲でもある。
その後、Noriaと声優の大谷育江、かないみか、川田妙子が「Noriaと3姉妹」名義で「たっとぅーん♪たいむ」をカバーし、「たっとぅーん♪たいむ～みんなでいっそ～」というタイトルで同アニメの第2オープニングテーマとして使用された。
オリコンチャートは圏外となった。

## シングル収録内容
| 全作詞: Noria。 |                                               |           |           |            |          |      |
| #               | タイトル                                      | 作詞      | 作曲      | 編曲       | 歌唱     | 時間 |
| 1.              | 「しょで!しょで!だんしんぐっ!」               | Noria     | 剱持満    | 渡部チェル | 工藤真由 | 1:32 |
| 2.              | 「たっとぅーん♪たいむ」                       | Noria     | 酒井陽一  | 酒井陽一   | Noria    | 1:33 |
| 3.              | 「しょで!しょで!だんしんぐっ!」(instrumental) | Noria     |           |            |          | 1:32 |
| 4.              | 「たっとぅーん♪たいむ」(instrumental)         | Noria     |           |            |          | 1:31 |
| 合計時間:       | 合計時間:                                     | 合計時間: | 合計時間: | 合計時間:  | 6:08     |      |

## 収録アルバム
| 曲名                        | 収録アルバム                                                       | 発売日        | 備考                     |
| --------------------------- | ------------------------------------------------------------------ | ------------- | ------------------------ |
| しょで!しょで!だんしんぐっ! | うちの3姉妹のおんがくかい                                          | 2009年2月18日 |                          |
| しょで!しょで!だんしんぐっ! | うちの3姉妹 テーマソング集 しょで! Paya たっとぅ～ん♪だんしんぐっ! | 2010年3月3日  |                          |
| たっとぅーん♪たいむ         | うちの3姉妹のおんがくかい                                          | 2009年2月18日 |                          |
| たっとぅーん♪たいむ         | うちの3姉妹 テーマソング集 しょで! Paya たっとぅ～ん♪だんしんぐっ! | 2010年3月3日  | みんなでいっそver.も収録 |

## カバー
しょで!しょで!だんしんぐっ!
- ユミコ、かな子 - 『熱烈！アニソン魂 THE BEST カバー楽曲集 TVアニメシリーズ『うちの3姉妹』』（2020年7月22日発売）に収録。